# Classe Calvi
La classe Calvi era una classe di sommergibili oceanici della Regia Marina derivata dalla classe Balilla costruiti in tre esemplari ed entrati tutti in servizio nel 1935. 

## Caratteristiche
Appartenenti al tipo «a doppio scafo totale», erano dotati di una notevole autonomia ma avevano scarsa manovrabilità: questo li rendeva adatti all'attacco ai mercantili isolati in acque oceaniche, ma inadatti agli attacchi ai convogli. Si trattava comunque di buone unità che non si poté replicare solo per gli alti costi: furono progettati alcuni sviluppi, il «Calvi a 21 nodi» e il «Calvi a struttura Galeazzi», che restarono sulla carta. Uno sviluppo della classe Calvi fu la classe Ammiragli.

## Unità
La classe era composta da tre unità:
- Pietro Calvi
- Giuseppe Finzi
- Enrico Tazzoli

### Calvi
Il Pietro Calvi dal 20 dicembre 1940 al 15 luglio 1942 nelle sue varie crociere sotto due comandanti, Caridi e Olivieri, affondò 6 navi mercantili alleate per 34.193 tsl fino al suo autoaffondamento sotto l'attacco dello sloop-of-war HMS Lulworth (Y 60), ex cutter della USCG ceduto agli inglesi sotto la legge Affitti e Prestiti, che lo aveva già danneggiato con cariche di profondità. Nello scontro sopravvissero 35 membri dell'equipaggio; tra i morti il capitano Primo  Longobardo, medaglia d'oro al valor militare.

### Finzi
Il battello fu il primo a forzare lo stretto di Gibilterra, nei due sensi, tra giugno e luglio 1940. Svolse 10 missioni atlantiche affondando 5 navi mercantili alleate per complessive 30.760 tonnellate di stazza lorda. All'armistizio era ormeggiato per lavori di adattamento alla base di Betasom, a Bordeaux, in vista della sua conversione al trasporto di materiali. Sorpreso dall'armistizio, venne catturato dai tedeschi e ridenominato U.I.T.21; probabilmente da essi autoaffondato sempre a Bordeaux il 25 luglio 1944.

### Tazzoli
Durante la guerra di Spagna il Tazzoli fu attaccato da parte di una unità navale repubblicana, senza riportare alcun danno. Affondò un totale 18 navi alleate per 96.605 tsl ed abbatté un bimotore Bristol Beaufort, risultando una delle unità subacquee italiane di maggior successo. Tra i suoi comandanti Carlo Fecia di Cossato.
Nella primavera 1943, dopo essere stato modificato per il trasporto di materiali, necessari ai fini strategici, salpò con un carico per l'Estremo Oriente al comando del capitano di corvetta Giuseppe Gaito, ma non comunicò più dopo la sua partenza. Si suppone che sia affondato il 16 maggio 1943 per urto contro una mina, senza superstiti.